# Кучинко Михайло Михайлович
Кучинко Михайло Михайлович (нар. 1 вересня 1939, Горонда Мукачівського району Закарпатської області) — український археолог.

## Життєпис
Народився в с. Горонда Мукачівського району Закарпатської області.
У 1961—1966 рр. навчався на історичному факультеті Ужгородського державного університету.
У 1968—1971 рр. був аспірантом відділу археології Інституту суспільних наук НАН України у Львові.
У 1972 р. успішно захистив під керівництвом відомого вченого, професора Маркіяна Смішка кандидатську дисертацію на тему «Населення басейнів Західного Бугу і Сяну ІХ–ХІІІ ст.», і отримав диплом кандидата історичних наук за спеціальністю «Археологія — 07.00.04». Після аспірантури був направлений на роботу до Луцького педагогічного інституту імені Лесі Українки. Працюючи там на посадах старшого викладача, доцента, професора, завідувача кафедри, займався науково-дослідною діяльністю.
У різні роки М. М. Кучинко проводить археологічні експедиції у співробітництві з науково-дослідними установами України та СРСР. Зокрема, разом із науковцями Ленінградського відділення Інституту археології Академії наук СРСР професором П. О. Раппопортом, М. В. Малевською та Є. В. Шолоховою в 1975—1976 рр. були досліджені дитинець і стародавня церква у Володимирі-Волинському.
М. М. Кучинко здійснював розкопки давньоруських пам'яток у Луцьку, Володимирі-Волинському, Перемилі, Любомлі, Усичах, Шепелі та інших населених пунктах Волинської області. Працював він і за межами Волині, коли брав участь у Ранньослов'янській експедиції Інституту археології НАН України при дослідженні пам'яток у Чернівецькій, Хмельницькій та Львівській областях. Важливими були розкопки городища Х–ХІ ст. в с. Городище Друге Луцького району, проведені ним в 1977—1989 рр. і опубліковані ним у вигляді монографії. М. М. Кучинко є фундатором та науковим консультантом музею археології, який був створений ним в 1977 р. Також з ініціативи краєзнавця М. М. Кучинка у селі Городище було створено історичний музей.
Із 1994 р. працює завідувачем кафедри археології та джерелознавства на історичному факультеті Волинського державного університету імені Лесі Українки. Результати більше як 25-річних польових досліджень М. М. Кучинка на Волині добре відомі як вітчизняним, так і зарубіжним вченим.
В 1999 р. захистив докторську дисертацію на тему «Волинська земля в Х–першій половині XIV ст.». В ній було розглянуто та науково проаналізовано понад 800 археологічних пам'яток: міст, городищ, селищ, могильників і скарбів.
М. М. Кучинко є відмінником освіти України, має грамоти Міністерства освіти і науки України та Волинського обласного управління освіти і науки. Член ради Українського національного комітету Міжнародної унії слов'янської археології.
Вчений створив свою археологічну школу, під його керівництвом стали кандидатами наук чимало його учнів. Він неодноразово був офіційним опонентом на захисті докторських і кандидатських дисертацій з проблем археології та середньовічної історії України.
Професор Кучинко М. М. є завідувачем кафедри археології, давньої та середньовічної історії України Волинського національного університету імені Лесі Українки.

## Праці
- Археологія в навчально-виховному процесі в школі: метод. рек. по використанню археолог. матеріалів на уроках історії і в позакласній роботі. — Луцьк: Волин. ін-т удосконалення вчителів, 1979. — 57 с.
- Допоміжні історичні дисципліни: робоча прогр. і метод. поради для студ. 1 курсу іст. ф-ту / Луцький держ. політехн. ін-т ; М. М. Кучинко, Г. В. Шкоропад. — Луцьк: ЛДПІ, 1982. — 34 с.
- Минуле і сучасне Луцька: метод. матеріал на допомогу лекторам / М. М. Кучинко, Г. В. Бондаренко. — Луцьк: Знання, 1983. — 21 с.
- Історія стародавнього світу: тематика практ. занять і метод. рек. студ. іст. ф-ту з історії первісного суспільства і Стародавнього Сходу: метод. рек. / Луцький держ. політехн. ін-т. — Луцьк: ЛДПІ, 1987. — 33 с.
- Стародавній Володимир-Волинський: до 1000-ліття заснування міста: метод. рек. на допомогу лекторам. — Луцьк: Знання, 1987.
- Основи археології: тематика практ. занять і метод. рек. студ. іст. ф-ту для підготовки проходження польової археологічної практики / Луцький держ. політехн. ін-т. — Луцьк: ЛДПІ, 1988. — 72 с.
- Археологічні пам'ятки Волині / М. М. Кучинко, Г. В. Охріменко. — Луцьк: [Б. в.], 1991. — 137с.
- Скарби минувшини: метод. рек. на допомогу вчителям та слухачам курсів підвищення кваліфікації / М. М. Кучинко, Г. В. Охріменко, С. В. Терський. — Луцьк: Волин. ін-т удосконалення вчителів, 1992.
- Історично-культурний розвиток Західного Побужжя в ІХ–XIV століттях. — Луцьк: Надстир'я, 1993. — 159 с.
- Нариси стародавньої і середньовічної історії Волині. — Луцьк: Надстир'я, 1994. — 208 с.
- Археологічні пам'ятки Волині: навч. посіб. / М. М. Кучінко, Г. В. Охріменко. — Луцьк: Вежа, 1995. — 168 с.
- Давньоруське городище Вал в Надстир'ї: монографія / ВДУ ім. Лесі Українки. — Луцьк: Вежа, 1996. — 208 с.
- Волинська земля Х–середини XIV ст.: археологія та історія: навч. посіб. / М. М. Кучинко ; М-во освіти і науки України ; відп. ред. Я. Ісаєвич. — Луцьк: Вежа, 2002. — 304 с.
- Охріменко Г. В. Розвиток керамічного виробництва на Волині: археолог., етнограф., мист. аспекти / Г. В. Охріменко, М. М. Кучинко, Н. В. Кубицька. — Луцьк: Волин. обл. друк., 2003. — 247 с.
- Історія міста Володимира-Волинського від найдавніших часів до середини ХХ ст.: у світлі соціотопографії / М. Кучинко, Г. Охріменко, В. Петрович. — Луцьк : Волин. обл. друк., 2004. — 260 с.
- Археологія Волині. — Луцьк : Волин. обл. друк., 2005. — 202с.
- Володимир середньовічний: іст.-археол. нариси. — Луцьк: Волин. обл. друк., 2006. — 144 с.
- Археологія України: навч. прогр. курсу для студ. іст. ф-ту / Волин. нац. ун-т імені Лесі Українки. — Луцьк: Вежа, 2007. — 32 с.
- Давні та середньовічні скарби Волині / М. М. Кучинко, З. М. Кучинко. — Луцьк: Волин. кн., 2007. — 172 с.
- Методичні рекомендації студентам для проходження навчальної польової археологічної практики / М. М. Кучинко ; Волин. нац. ун-т імені Лесі Українки. — Луцьк: Вежа, 2007. — 36 с.
- Культура Волині та Волинського Полісся княжої доби: навч. посіб. / М. М. Кучинко, Г. В. Охріменко, В. М. Савицький. — Луцьк: Волин. обл. друк., 2008. — 328 с.
- Історія населення Західної Волині, Холмщини і Підляшшя. — Луцьк: Волин. обл. друк., 2009. — 500 с.
- Пам'ятки археології Луцького району Волинської області / М. М. Кучинко, О. Є. Златогорський. — Луцьк: Волинські старожитності, 2010. — 348 с.
- Значення коронації Данила Романовича для Волинської землі [Архівовано 15 жовтня 2017 у Wayback Machine.]